# 緬甸國家博物館 (仰光)
緬甸國家博物館位於緬甸舊首都及第一大城仰光，現由宗教事務和文化部管理，成立於1952年。博物館為一座5層樓建築，館內收藏了大量與緬甸歷史、文化和文明有關的古代文物、裝飾品、藝術品、題辭和歷史紀念品。